# Eriocaulon buergerianum
Eriocaulon buergerianum är en gräsväxtart som beskrevs av Friedrich August Körnicke. Eriocaulon buergerianum ingår i släktet Eriocaulon och familjen Eriocaulaceae. Inga underarter finns listade i Catalogue of Life.